# Variety (casa discografica)
La Variety è stata una casa discografica italiana attiva tra gli anni sessanta la fine degli anni settanta.

## Storia della Variety
La Variety fu fondata da Giovanni Battista Ansoldi, che era amministratore delegato della Ri-Fi, come etichetta specializzata nel lanciare nuovi talenti da passare poi alla casa madre nel caso avessero raggiunto il successo.
Tra gli artisti che incisero per quest'etichetta i più noti furono il cantante pugliese Rossano, la bella cantante e presentatrice torinese Vanna Brosio e la cantautrice Anna Arazzini (autrice anche di canzoni per Iva Zanicchi).
La sede fu stabilita in corso Buenos Aires 77 a Milano.
Con il declino della casa madre, anche la Variety cessò le attività.
Nell'ultimo periodo venne anche usata dalla Ri-Fi per le ristampe in edizione economica del proprio catalogo.

## I dischi pubblicati
Per la datazione ci si basa sull'etichetta del disco, o sul vinile o, infine, sulla copertina, qualora nessuno di questi elementi avesse una datazione, ci si basa sulla numerazione del catalogo, se esistenti, si riportano oltre all'anno il mese e il giorno (quest'ultimo dato si trova, a volte, stampato sul vinile).

### 33 giri
| Numero di catalogo | Anno | Interprete       | Titoli                                    |
| ------------------ | ---- | ---------------- | ----------------------------------------- |
| FLP 12503          | 1968 | Manitas de Plata | Manitas et les siens                      |
| FLP 12506          | 1968 | Gorni Kramer     | Kramer suona Kramer                       |
| FLP 12508          | 1969 | Len Mercer       | Young lovers serenade                     |
| FST ST 19501       | 1969 | Rossano          | Ti voglio tanto bene                      |
| FST ST 19504       | 1970 | Rossano          | Italia amore mio                          |
| FST ST 19505       | 1970 | Anna Arazzini    | Vola, vola in alto amore mio              |
| FLP-ST 12516       | 1972 | Gianni Luda      | Insieme al piano bar con Gianni Luda n. 1 |
| FLP-ST 12517       | 1972 | Gianni Luda      | Insieme al piano bar con Gianni Luda n. 2 |
| RLV ST 90506       | 1975 | Graziella Calì   | Le canzoni delle donne carcerate          |

### 45 giri
| Numero di catalogo | Anno              | Interprete                                         | Titoli                                                                           |
| ------------------ | ----------------- | -------------------------------------------------- | -------------------------------------------------------------------------------- |
| FNP-NP 10007       | 1961              | Xavier Michell                                     | Ay ay ay/El maletero                                                             |
| FNP-NP 10008       | 1961              | Los Maleteros                                      | La papaya/El pollo de Carlitos                                                   |
| FNP-NP 10009       | 1961              | The Capris                                         | Some People Think/Where I Fell In Love                                           |
| FNP-NP 10010       | 1961              | The Shells                                         | Better Forget Him/Can't Take It                                                  |
| FNP-NP 10032       | 1962              | Frank Verna                                        | Facimel'a twist (o sole mio)/Twistin baby                                        |
| FNP-NP 10036       | 1962              | Gabriela Iva                                       | Maria de Rio/A Rio, a Rio, a Rio                                                 |
| FNP-NP 10038       | 26 maggio 1962    | I 5 Marsigliesi                                    | Un caffè/In a little Spanish town                                                |
| FNP-NP 10039       | 1962              | I 5 Marsigliesi                                    | Un caffè/In a little Spanish town                                                |
| FNP-NP 10045       | 1962              | The Ravers                                         | Let's Dance/Sheila                                                               |
| FNP-NP 10064       | 1965              | Clay Douglas                                       | Non vale/Drink Surf                                                              |
| FNP-NP 10069       | 14 aprile 1964    | The Ravers                                         | Tanto carina/Grazie tante                                                        |
| FNP-NP 10073       | 1966              | Frank Bacon (sul lato A)/The Hi-Spots (sul lato B) | The house of the rising sun/Rag doll                                             |
| FNP-NP 10079       | 22 settembre 1965 | The Ravers                                         | I'm Alive/Wooly Bully                                                            |
| FNP-NP 10084       | 1966              | Bob Mitchell & His orchestra                       | Lara's Theme, from Doctor Zhivago/Oltre la notte, dal film Andremo in città      |
| FNP-NP 10094       | 1967              | Little Black And His Brass Band                    | Mame/Cathedral Time                                                              |
| FNP-NP 10104       | 1968              | Slim                                               | Presentimento/Disse di no                                                        |
| FNP-NP 10107       | Novembre 1968     | Leo Maucieri                                       | Scuola guida/Coccinella                                                          |
| FNP-NP 10108       | Novembre 1968     | Rossano                                            | Ti voglio tanto bene/Cronaca di un amore                                         |
| FNP-NP 10110       | Dicembre 1968     | Anna Aeazzini                                      | Sarà Emanuela/Lontano dall'inverno                                               |
| FNP-NP 10113       | 1969              | Roberta Amadei                                     | Parlami sotto le stelle/Soltanto un'ora                                          |
| FNP-NP 10120       | 1969              | Paolo Ferrara                                      | Viva l'estate/Vola fantasia                                                      |
| FNP-NP 10123       | 1969              | Vanna Brosio                                       | Il primo giorno di primavera/Il vento suonava l'arpa                             |
| FNP-NP 10125       | 1969              | I Voo Doo e Beppe Cardile                          | Sole non tramontare/Quello là                                                    |
| FNP-NP 10126       | 1969              | Sandro Dall'Olio                                   | E' lei/Un giorno ti dirò                                                         |
| FNP-NP 10128       | 1969              | I Bruzi                                            | Il cuore che ho/Danda                                                            |
| FNP-NP 10129       | 1969              | I Bruzi                                            | Miss love you/Come lei                                                           |
| FNP-NP 10134       | 1969              | Anna Maria Izzo                                    | Quando si spezza un grande amore/L'amore è come un sogno                         |
| FNP-NP 10136       | 1969              | Anna Arazzini                                      | Una cosa normale/Te ne vai tra gli alberi                                        |
| FNP-NP 10137       | 1969              | Leo Maucieri                                       | Problema/Il pensiero                                                             |
| FNP-NP 10138       | 1969              | Len Mercer                                         | Isadora/The april fools                                                          |
| FNP-NP 10140       | Ottobre 1969      | Rossano                                            | È l'alba/Così dolce, così cara                                                   |
| FNP-NP 10142       | 1969              | Benny e i Ben Ben                                  | Marilisa/La notte se ne va                                                       |
| FNP-NP 10143       | 1970              | Vanna Brosio                                       | Le mele verdi/Proibito ricordare                                                 |
| FNP-NP 10147       | Febbraio 1970     | Rossano                                            | Occhi a mandorla/Il mondo in bianco e nero                                       |
| FNP-NP 10148       | Febbraio 1970     | Emiliana                                           | La stagione di un fiore/Passa il tempo passa                                     |
| FNP-NP 10150       | 1970              | Re Maik                                            | Angela/Un temporale                                                              |
| FNP-NP 10152       | 1970              | I Bruzi                                            | Il sole non c'è più/La magia                                                     |
| FNP-NP 10153       | 1970              | Don Philips                                        | El condor pasa/Speed bonnie boat                                                 |
| FNP-NP 10156       | Ottobre 1970      | Rossano                                            | Cammina insieme a me/Il volto dell'amore                                         |
| FNP-NP 10158       | Ottobre 1970      | Rossano                                            | Non dimenticar/Innamorati a Milano                                               |
| FNP-NP 10161       | Dicembre 1970     | La Colonie                                         | Meia Leila/Y'en plus                                                             |
| FNP-NP 10162       | Gennaio 1971      | Anna Arazzini                                      | Se mi vuoi/Non sei più innamorato di me                                          |
| FNP-NP 10164       | Marzo 1971        | Laura Carlini                                      | Tu davanti a me/Il sabato è finito                                               |
| FNP-NP 10165       | Aprile 1971       | Rossano                                            | Ho perso il conto/Oggi...sul giornale                                            |
| FNP-NP 10166       | 1971              | Leonardo                                           | Come sei sola Teresa/Un albero di mele                                           |
| FNP-NP 10168       | 1971              | Angela Bini                                        | Nun è straniero/'a chitarra e 'o piscatore                                       |
| FNP-NP 10172       | 1971              | Angela Bini                                        | Per carità lasciami entrare/Immagini                                             |
| FNP-NP 10174       | 1971              | Emiliana                                           | Barbablu/Una vita                                                                |
| FNP-NP 10182       | 1971              | I Gatti di Vicolo Miracoli                         | Michelino/Storia di un lavoratore che rimase vittima delle disgrazie più cattive |
| FNP-NP 10183       | 1972              | Leonardo                                           | Giramondo/C'è un po' di vento fuori                                              |
| FNP-NP 10188       | 1972              | Angela Bini                                        | Resta qui/Perché non vuoi                                                        |
| FNP-NP 10213       | 1974              | Beppe Cardile                                      | Stiamo insieme stasera/Primavera sanremese                                       |
| FNP-NP 10214       | 1974              | Swedish Group                                      | Waterloo/Down, down, down                                                        |
| FNP-NP 10217       | 1974              | Jose Mascolo                                       | Mal di luna/Sciarada                                                             |
| FNP-NP 10218       | 1974              | Selly                                              | Cara signora/Elisa                                                               |